# Chindwin
Le "fleuve" Chindwin (Chindwin Myit) est le principal affluent de l'Irrawaddy. Son cours de 1 134 km se trouve en Birmanie. La principale agglomération sur son cours est Monywa.
Le Chindwin est créé par la réunion de plusieurs cours d'eau dont le Tanai, le Tawan et le Taron. Ceux-ci ont leur source dans le nord de la Birmanie, près de la frontière avec l'Inde, dans les montagnes de Patkai et la chaîne de Kumon. Le Chindwin coule d'abord vers le nord-ouest dans la vallée de Hukawng, puis vers le Sud. À Homalin, il reçoit les eaux de l'Uyu en rive gauche, puis à Kalewa celles de la Myittha (en rive droite). Il se jette dans l'Irrawaddy près de la ville de Pakokku. 
La rivière est navigable à partir de la ville de Homalin sur environ 650 km. Durant la période de la mousson, le cours navigable est encore plus important.